# Korea Open 2016
Korea Open 2016 - жіночий професійний тенісний турнір, що проходив на кортах з твердим покриттям. Це був 13-й за ліком турнір. Належав до Туру WTA 2016. Відбувся в Сеулі (Південна Корея). Тривав з 19 до 25 вересня 2016 року.

## Очки і призові

### Нарахування очок
| Дисципліна       | П   | Ф   | ПФ  | ЧФ | 1/8 | 1/16 | Q   | Q3  | Q2  | Q1  |
| Одиночний розряд | 280 | 180 | 110 | 60 | 30  | 1    | 18  | 14  | 10  | 1   |
| Парний розряд    | 280 | 180 | 110 | 60 | 1   | Н/Д  | Н/Д | Н/Д | Н/Д | Н/Д |

### Призові гроші
| Дисципліна       | П       | Ф       | ПФ      | ЧФ     | 1/8    | 1/16   | Q      | Q2   | Q1   |
| Одиночний розряд | $43,000 | $21,400 | $11,300 | $5,900 | $3,310 | $1,925 | $1,005 | $730 | $530 |
| Парний розряд *  | $12,300 | $6,400  | $3,435  | $1,820 | $960   | Н/Д    | Н/Д    | Н/Д  | Н/Д  |

* на пару

## Учасниці основної сітки в одиночному розряді

### Сіяні
| Країна  | Гравчиня            | Рейтинг1 | Сіяна |
| ------- | ------------------- | -------- | ----- |
| Румунія | Ірина-Камелія Бегу  | 23       | 1     |
| Швеція  | Юганна Ларссон      | 46       | 2     |
| КНР     | Ч Шуай              | 49       | 3     |
| Франція | Крістіна Младенович | 51       | 4     |
| Румунія | Моніка Нікулеску    | 55       | 5     |
| Бельгія | Кірстен Фліпкенс    | 58       | 6     |
| США     | Ніколь Гіббс        | 72       | 7     |
| США     | Луїза Чиріко        | 75       | 8     |

- 1 Рейтинг подано станом на 12 вересня 2016

### Інші учасниці
Нижче наведено учасниць, які отримали вайлдкард на участь в основній сітці:
- Han Na-lae
- Чан Су Джон
- Lee So-ra

Учасниці, що потрапили до основної сітки як особливий виняток:
- Тереза Мартінцова

Нижче наведено гравчинь, які пробились в основну сітку через стадію кваліфікації:
- Ері Нодзумі
- Луксіка Кумхун
- Катажина Пітер
- Аранча Рус

### Знялись з турніру
- Крістіна Кучова → її замінила  Сара Соррібес Тормо
- Шелбі Роджерс → її замінила  Яна Чепелова
- Ярослава Шведова  → її замінила  Марина Еракович

## Учасниці основної сітки в парному розряді

### Сіяні
| Країна     | Гравчиня         | Країна | Гравчиня           | Рейтинг1 | Сіяна |
| ---------- | ---------------- | ------ | ------------------ | -------- | ----- |
| Японія     | Ері Нодзумі      | Грузія | Оксана Калашникова | 96       | 1     |
| Бельгія    | Кірстен Фліпкенс | Швеція | Юганна Ларссон     | 159      | 2     |
| Нідерланди | Демі Схюрс       | Чехія  | Рената Ворачова    | 167      | 3     |
| Чехія      | Ленка Кунчікова  | Чехія  | Кароліна Стухла    | 194      | 4     |

- 1 Рейтинг подано станом на 12 вересня 2016

### Інші учасниці
Нижче наведено учасниць, які отримали вайлдкард на участь в основній сітці:
- Han Sung-hee /  Kim Da-bin
- Hong Seung-yeon /  Kang Seo-kyung

## фінал

### Одиночний розряд
- Лара Арруабаррена —  Моніка Нікулеску, 6–0, 2–6, 6–0

### Парний розряд
- Кірстен Фліпкенс /  Юганна Ларссон —  Омае Акіко /  Пеангтарн Пліпич, 6–2, 6–3